# Meadeis
Meadeis (MHDYS )  foi um rei de Axum na África Oriental (onde hoje se localiza a Etiópia e a Eritreia) e que governou aproximadamente em 360.  Ele é conhecido principalmente através das moedas que foram cunhadas durante o seu reinado.
Meadeis restabeleceu Gueês como a linguagem usada em todas as suas moedas. Munro-Hay observa que a legenda de suas moedas de bronze, bzmsql tmw ("Por esta cruz que você conquistará"),  foi uma tradução sem rigor do famoso lema do Imperador Constantino, o Grande, In hoc signo vinces ("Por este signo você conquistará "). 
Meadeis também utilizava como simbolo real um pequeno escudo dourado com uma lança também douradas de cada lado. Algumas de suas moedas tinham esse simbolo real representado. Além de terem sido esculpidos em relevo na Estela 4 em Axum. 